# Fedro
La obra Fedro (Φαίδρος) es un diálogo platónico escrito por Platón de fecha posterior a La República, y que presenta muchas afinidades temáticas con el diálogo llamado El banquete, ya que son diálogos sobre el amor, el sexo y la contemplación erótica. Es de la penúltima fase de la obra de Platón y fue escrito alrededor del año 370 a. C.
Ambas son obras clásicas tanto en filosofía como en literatura. Tratan el asunto desde un punto de vista que hace que sean complementarias y totalizan el pensamiento platónico. Fedro abarca el tema del amor, que en la primera mitad del diálogo abarca el tema de la retórica, la muerte, la naturaleza, el destino de las almas y la Belleza; y en la segunda mitad la ética y la comunicación.

## Estructura de la obra
El diálogo habla del valor de la retórica en conexión con la filosofía. También del tema del amor. Se lo considera uno de los más bellos y poéticos en la producción de Platón, especialmente sus descripciones del enamoramiento. Además habla de la escritura y su relación con la memoria.
El diálogo comienza con el discurso de Lisias que nos habla acerca del enamoramiento. A esto Sócrates refuta diciendo que hablar del enamoramiento o el amor en sentido negativo va en contra de los dioses; ya que, el amor es una divinidad (Afrodita y Eros) y si es una divinidad no puede ser malo sino bueno.
El primer discurso de Sócrates, en el que se habla de las formas del deseo, se divide en dos:
A) El deseo como sensatez.
B) El deseo como desenfreno.- Este a la vez se explica con el desenfreno que se tiene por la comida, bebida y el cuerpo. Este último es un empuje hacia el amor que entra por los sentidos para llevar al mundo cognoscible y así poder observar la verdad.
El segundo discurso de Sócrates nos habla acerca de la locura y las subdivide en dos:
A) La locura como enfermedad humana.
B) La locura como inspiración divina.- La locura como inspiración divina es subdivida en 4:
B.1 La profética (Apolo)
B.2 Los rituales místicos (Dioniso)
B.3 La poética (las Musas)
B.4 La del deseo corporal (Afrodita y Eros)
Estas subdivisiones y en especial la última demuestran el deseo de explicar cómo el alma en sí, también, al ser algo divino, tiene un destino. En este discurso también se puede diferenciar la asociación del alma tripartita que hace Platón. El alma es representada por una alegoría en el que se relaciona el auriga y los dos caballos que tiran de ella; además, el alma es alada. También advierte en este discurso que los destinos del alma son en total nueve de acuerdo a la cantidad de verdad que haya visto el alma alada en su viaje siguiendo a los dioses. Estas son:
1. Filósofos.
2. Reyes.
3. Políticos o comerciantes.
4. Maestros de gimnasia.
5. Adivinadores.
6. Poetas.
7. Artesanos o campesinos.
8. Sofistas o demagogos.
9. Tiranos.

Estos son los nueve destinos en que el alma puede caer después de despistarse del camino de los dioses. Este despiste se debe a la diferencia que existen entre los caballos y el auriga del alma y el de los dioses.
El alma es alada y al caer del camino pierde esas alas. Al llevar una vida filosófica durante tres vidas, esto hará que el alma vuelva a ser alada y no se quede en la tierra por el periodo de 10 000 años que es el tiempo en el que tarda en salir nuevamente las alas.
En el transcurrir del diálogo se habla también de la retórica y se busca su definición. Esta a la vez es comparada con los supuestos maestros de la época en retórica como Gorgias, Lisias, y algunos sofistas. También, se hace alusión a Pericles que aprendió por Anaxágoras la naturaleza de las cosas. Según el Sócrates platónico esto es fundamental porque Pericles desarrolló su retórica a partir de un conocimiento de lo universal aunque no tomara buenas decisiones a juicio de Sócrates, era perdonado por ejercer la retórica con fines naturales.
Finalmente, habla sobre la escritura a esto nos tenemos que remontar al mito de Thamus y Theuth quienes eran el rey de Egipto y una divinidad, conocedor de un gran número de artes pero sobre todo de las letras, respectivamente. El mito da a entender que el rey de Egipto reclama a Theuth que la escritura no es la verdadera sabiduría del hombre sino más bien el recuerdo que uno tiene a través de la palabra (anamnesis).

### Alegoría del carro alado
En este diálogo, se utiliza la Alegoría del carro alado en el que Platón explica su visión del alma humana. En el diálogo, el personaje Sócrates se vale de la alegoría para plantear el mérito del Amor como locura divina.

## Personajes
- Sócrates
- Fedro